# Marsz hadművelet
A Marsz hadművelet (oroszul: операция Марс) a Vörös Hadsereg egyik támadó hadművelete volt a második világháború idején. A második Rzsev–Szicsovka hadászati támadó hadművelet fedőneve. A Moszkva térségében indított szovjet támadás 1942. november 25-én kezdődött és december 20-án ért véget. A hadművelet a rzsevi csaták egyike volt, amely a Rzsev–Szicsovka–Vjazma térség újbóli szovjet ellenőrzéséért dúlt 1942 januárja–1943 márciusa között.
Magát a hadműveletet a német Közép Hadseregcsoporttal (Heeresgruppe Mitte) szemben tervezték és indították meg, melynek célja a Sztavka (állítólagos) reményei szerint a német hadseregcsoport erőinek és tartalékainak lekötése, mellyel így elérik, hogy a vele párhuzamosan indított Uran hadművelet sikereket érhessen el a sztálingrádi tengely-erők bekerítéséhez, a tengely-erők nem tudják tartalékaikat idejében átvezényelni a sztálingrádi térségbe. A hadművelet két szovjet Front, a Nyugati és a Kalinyini Front egyesített művelete, melyet Alekszandr Vaszilevszkij vezérkari főnök és Georgij Zsukov vezérkarifőnök-helyettes felügyelt.
Az eredeti elképzelések szerint a rzsevi kiszögellést több összehangolt, minden (három) irányból indított támadással kell megszüntetni. A Rzsev térségében harcoló német 9. hadsereg és 3. páncéloshadsereg felszámolását követően a hadseregcsoportok újrarendeződnek és kapcsolatot létesítenek a szovjet 5. és 33. hadsereggel, melyek a Moszkva–Vjazma főút mentén támadnak. Miután a vjazmai bekerítést felszámolták, a szovjet 9. és 10. harckocsihadtest és a 3. harckocsihadsereg ismét áttöri a Közép Hadseregcsoport vonalait és mélyebbre hatol a nemrég megszilárdított arcvonal mögé, újabb kiszögelléseket létrehozva.
David Glantz amerikai történész szerint, noha a Marsz fontos volt a Sztavka számára, mégis az Uran tehermentesítésére kitalált történet, mellyel elbagatellizálták a szovjetek a művelet jelentőségét, propagandisztikus elkendőzése az elszenvedett veszteségeknek. Szerinte a Marsz hadművelet nem volt más, mint a Közép Hadseregcsoport elleni többszintű mélységi támadás, illetve annak áttörésére tett sikertelen kísérletek. A két hadműveletre összecsoportosított haderő közel hasonló méretű volt, azonban az elszenvedett veszteség duplája lett a Marsznak, az Urannal szemben. Ez az elkendőzés nem egyedüli eset a világháború idejéből más haderők esetében sem.

## A támadás
A támadás 1942. november 25-én kora hajnali órákban indult meg. A szerencsétlen kezdetet jellemezte, hogy a sűrű köd és az erős havazás meggátolta a szovjet légi támogatást. Ez a meteorológiai esemény szintén rontotta a megelőző tüzérségi előkészítést, a tűztámogatás megfigyelését, elemzését és tűzátcsoportosítást, pontosítást. Az északi irányú (Kalinyini Front) támadás csak minimális területet nyert az első órákban. A keleti támadás (Nyugati Front) a befagyott Vazuza folyón lassú ütemben haladt előre. A két nyugati támadás azonban jelentős mélységi behatolássá vált, Belij (Бе́лый) városa körül. A térnyerés meg sem közelítette a várt szovjet terveket. A túlerőben lévő német védők kitartóan harcoltak, az erődítések részleges bekerítése sem hozott szovjet sikereket. Több német erődítést bekerítve hátrahagytak, amely később erővisszatartó, támadáslassító hatásúvá vált a Vörös Hadsereg számára. Az ismételt szovjet támadásokat a német kézifegyvertüzek rendre lelassították és az előre megtervezett német tüzérségi zárótüzek rendre elvágták a szovjet gyalogságot, a szovjet harckocsikat pedig a német páncéltörő ágyúk és kis számú harckocsik, rohamlövegek kilőtték, illetve a német gyalogság közelharcban ártalmatlanította.
A támadás annyira lelassult és a német erősségek száma annyira megszaporodott, hogy a szovjet tüzérség nem tudta a tüzérségi igényeket kielégíteni, az utánpótlás nem tudott teljes mennyiségben az első vonalba jutni és a kis hídfőállásokat emiatt nem tudták kifejleszteni, a támadások nem tudtak mélységi teret nyerni, a kezdeti szovjet fölényből hamarosan ismét erőegyensúly alakult ki. Eközben a német 6. hadsereg sztálingrádi körülzárása javában zajlott, a felmentésükre küldendő erő kikülönítése megkezdődött, melyben a Közép Hadseregcsoport tartalékaiból is jutott és délre átvezénylésre került. A német 9. hadsereg azonban így is szorongatott helyzetben volt, Model tábornok az összes megmaradt tartalékát mozgósította a területen, a kisegítő alakulatok is harccselekményekben vettek részt.
A német ellentámadás két részre összpontosult – Belij (nyugati) és Vazuza (keleti) –, mely során több ezer szovjet katona maradt a német vonalak mögött. Több alakulat visszajutott saját vonalai mögé, több azonban partizánként harcolt a német hátországban pár héten keresztül, mindennemű jármű és nehézfegyverzet nélkül. A németeknek nem sikerült visszavetniük a szovjet csapatokat a Lucsosza-völgyből sem (a kiszögellés északnyugati része), melyben a nehéz terep mindkét felet akadályozta, a Vörös Hadsereg sem tudott innen jelentős támadásokat indítani. Gyakorlatilag hadműveleti patthelyzet alakult ki ismét.

## Következmények
A német fél sikerrel hiúsította meg a szovjet támadásokat, valamint ellentámadásba is át tudott menni. Ezzel gyakorlatilag megnyerte az ütközetsorozatot, bár a kezdetben elvesztett területek egy részét már nem tudta visszavenni. Továbbá az elszenvedett veszteségeket és a bevetett tartalékokat kisebb mértékben tudta pótolni, mint a támadó szovjet fél.
Von Kluge tábornagy, a Közép Hadseregcsoport parancsnoka javasolta Hitlernek a kiszögellés felhagyását, mellyel lerövidíthető lenne az arcvonal és a rendelkezésre álló erőket jobban lehetne csoportosítani, illetve ezzel csökkentenék az esélyét egy újabb és sikeresen kivitelezett szovjet támadásnak. Hitler ezt kategorikusan elutasította, mely lépéssel tovább csökkennének a Moszkva felé tervezett német támadás reményei. A fél évvel későbbi sztálingrádi katasztrófából felocsúdva a németek 1943 márciusában megkezdték a terület fokozatos feladását. Március 23-án a visszavonulást teljesnek nyilvánították.

## Fordítás
- Ez a szócikk részben vagy egészben  az   Operation Mars című angol Wikipédia-szócikk ezen változatának fordításán alapul.  Az eredeti cikk szerkesztőit annak laptörténete sorolja fel. Ez a jelzés csupán a megfogalmazás eredetét és a szerzői jogokat jelzi, nem szolgál a cikkben szereplő információk forrásmegjelöléseként.